# Back to Priscilla 30th Anniversary Concert 2014
《Back To Priscilla 30th Anniversary Concert 2014》為香港女歌手陳慧嫻自2003年離開香港樂壇後，於2013年宣布全面復出后首次在香港體育館举行的演唱會，由2014年6月19日至21日合共3場，全場爆滿，由環球唱片旗下寶麗金發行。演唱會的實況專輯共收錄2CD，於2014年8月26日正式推出，銷量不俗，曾榮登香港唱片商會銷量榜週榜冠軍。而她為演唱會前出的熱身碟《Back to Priscilla 嫻情三十》的銷量亦不俗，在唱片商會銷量榜亦取得5週亞軍之佳績。

## 嘉賓
演唱會嘉賓包括張學友、容祖兒，而譚詠麟、李克勤、徐小鳳等前輩歌手，新晉歌手糖妹，演員文雪兒、何傲兒及商人林建名亦有入場支持。

## 版本
在香港發行的版本如下:
- Back To Priscilla Live (2CD)
- Back To Priscilla Live (2DVD)
- Back To Priscilla Live (Blu-ray)

## 評價
外界普遍對陳慧嫻全面復出後的狀態讚賞，其好友張學友便在擔任嘉賓期間指陳慧嫻「返來了」（意指：回來了），狀態比以往提升不少。而本次演唱會亦是鮮有地不是由《千千闋歌》作為壓軸，而是以《傻女》作為主題。

## 銷售成績
本碟在香港唱片銷量榜共上榜4週，其中取得1冠1亞1季的佳績，而連同早前推出的《By Heart》及《嫻情三十》合共在2014年上榜超過20星期，為陳慧嫻帶來大豐收的一年。
- 唱片商會 完整走勢: 1->3->2->10

## 外部連結
- Yesasia: Back To Priscilla 30th Anniversary Concert 2014（页面存档备份，存于）
- roadshow
- 【忽然1周】陳慧嫻 演唱會首場激咀學友（页面存档备份，存于）
- 陳慧嫻開騷集體回憶 (蘋果日報)（页面存档备份，存于）